# Miroslav Cerar
Miroslav Cerar (Lubiana, 28 ottobre 1939) è un ex ginnasta jugoslavo.
Assieme al sovietico Boris Šachlin e all'ungherese Zoltán Magyar, è tra i tre atleti della storia ad essersi aggiudicato due volte il titolo olimpico nel cavallo con maniglie.

## Biografia
Oltre ai due titoli olimpici si è aggiudicato anche quattro titoli mondiali e dieci europei.

## Palmarès
| Anno | Manifestazione  | Sede              | Evento  | Risultato |
| ---- | --------------- | ----------------- | ------- | --------- |
| 1964 | Giochi olimpici | Tokyo             | Cavallo | Oro       |
| 1968 | Giochi olimpici | Città del Messico | Sbarra  | Bronzo    |
| 1968 | Giochi olimpici | Città del Messico | Cavallo | Oro       |